# Bésian Arroy
Bésian Arroy (ca. 1589 - octobre 1677) est un théologien français.

## Biographie
Bésian Arroy naît dans le diocèse de Rieux vers 1589. Après un baccalauréat ès arts, il devient docteur en théologie en 1624. Il enseigne la philosophie au collège de Navarre, puis au collège des Jésuites de Lyon, ville où il devint précepteur du fils de Charles de Neufville, Camille de Neufville de Villeroy. Ce dernier, sacré archevêque de Lyon, le nomma prieur de Saint-André et Sainte-Anne de l’Isle-Barbe et lui confia les cures de Vaise et Caluire. 
En 1634, dans son ouvrage Questions décidées sur la justice des armes des rois de France, il se prononce en faveur de la politique de Richelieu hostile à l'Espagne et favorable aux princes protestants, puisqu'elle était approuvée par Louis XIII, monarque de droit divin, même si cette politique était désapprouvée par le Vatican. Cette position fut attaquée par Jansénius dans Mars Gallicus, seu de justitia armorum et foederum regis Galliae, qu'il publia sous le pseudonyme d'Alexandri Patricii Armacani et qui devint le manifeste du « parti dévot ». Arroy réplique dans Le Mercure espagnol dans lequel il dénonce le « parti
espagnol ». Après avoir été exclu de l'Université pour avoir refusé d'approuver la censure des écrits de Antoine Arnauld, il est nommé en 1673, théologal de l'archevêque de Lyon.
Il meurt à Lyon en octobre 1677.

## Œuvres
- Panégirique sur les louanges de saincte Scholastique, Lyon, 1627 lire sur Google Livres
- Questions décidées sur la justice des armes des rois de France, sur les alliances avec les hérétiques ou infidelles et sur la conduite de la conscience des gens de guerre, Paris, 1634 lire sur Google Livres
- Apologie pour la vie religieuse ou monastique, Paris, 1634 lire sur Google Livres
- Entretiens de Pyrandre et de Taxephile sur la pureté de l’âme sainte et sur les moyens de joindre les biens naturels et surnaturels de l’homme chrétien avec la sainteté, 1636 lire sur Google Livres
- Le Mercure espagnol ou discours où sont contenues les réponses faites à un libelle intitulé Mars français, s.l., 1639[4]
- Apologie pour l’église de Lyon, contre les notes et prétendues corrections sur le nouveau bréviaire de Lyon, Lyon, 1644  — cette apologie est une réponse à l'œuvre du clerc et historien français Claude Le Laboureur
- Briève et dévote histoire de l’abbaye royale Saint-Martin de l’Isle-Barbe, Lyon, 1668 [lire en ligne]
- Le prince instruit en la philosophie, en françois, Lyon, 1671 lire en ligne sur Gallica
- Traité des usures, contre certains zélez qui font courre des écrits sur cette matière, qui ne servent qu’à mettre les consciences en scrupule, Lyon, 1674 lire en ligne sur Gallica